# Cort Sivertsen Adeler
Cort Sivertsen Adeler, född 16 december 1622 och död 5 november 1675, var en norsk sjöhjälte.

## Biografi
Adeler föddes i Brevik, Norge, och tillbringade sin ungdom i holländsk örlogstjänst. Han deltog senare med stor utmärkelse i sjöstriderna mellan Venedig och Turkiet på 1650-talet. 1663 reste Adeler till Danmark, och blev samma år amiral och vicepresident i amiralitetet. 1665 blev han generalamiral och adlades 1666. Under fredsperioden före 1675 ägnade han sig tillsammans med Henrik Bjelke och Niels Juel åt flottans reorganisation, och när kriget med Sverige bröt ut, erhöll han tillsammans med Niels Juel överkommandot, men fick under sin korta tid på grund av svenska flottans överlägsenhet och sjukligheten bland de danska besättningarna inte tillfälle att spela någon mera framträdande roll. I november 1675 insjuknade han själv och måste lämna kommandot till Juel och avled några dagar senare.
Adelers betydelse har varit ganska omstridd. Carl Bruun sökte i en monografi över honom 1871 reducera hans gamla rykte som en av Danmarks främsta sjöhjältar, men Adelers senare biograf, P. Holck, har 1934 hävdat, att hans verksamhet präglats av ett energiskt och målmedvetet arbete på att skapa en tidsenlig flotta och på främjandet av handeln till sjöss för att därigenom hjälpa upp Danmarks finanser och styrka dess anseende i utlandet.